# Helensburgh (Schotland)
Helensburgh is een burgh in Argyll and Bute, aan de westkust van Schotland.

## Ligging
Helensburg ligt op de noordelijke oever van de Firth of Clyde en op de oostelijke oever van de toegang tot Gare Loch, ongeveer 40 km ten noorden van Glasgow.

## Geschiedenis
Het stadje is in de 18de eeuw opgericht en genoemd naar Helen, de vrouw van Sir Ian Colquhoun of Luss, die er spabaden aanlegde op de gronden van kasteel Ardencaple, dat uit het begin van de 17de eeuw stamt. Henry Bell (1767-1830) neemt de spabaden over en opent een hotel. Ook zorgt hij ervoor dat de eerste veerdienst tot stand komt, waardoor Helensburgh beter bereikbaar wordt. Deze raderboot gaat naar Glasgow. Vanaf 1812 worden stoomboten gebruikt. Tegenwoordig is Helensburgh per trein bereikbaar en telt het (anno 2001) circa 17.000 bewoners.

## Recreatie

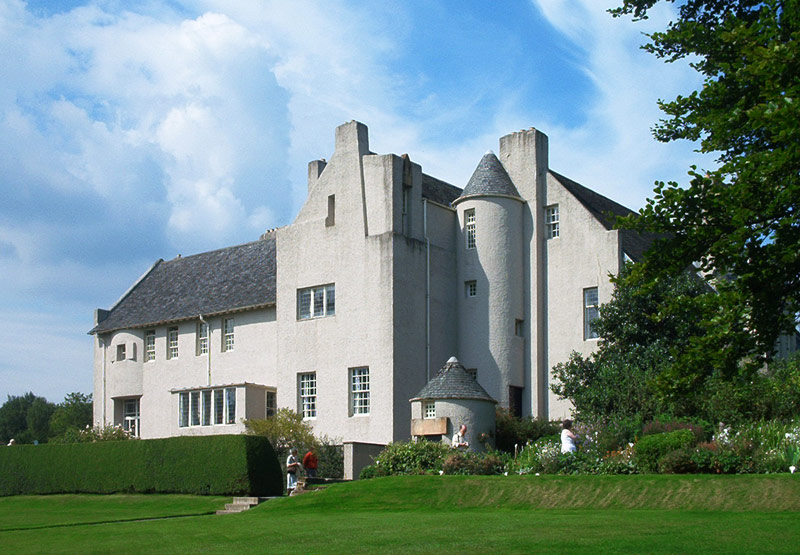
Hill House

Hill House is het beroemdste huis in Helensburgh. Het is gebouwd in 1902 door Charles Rennie Mackintosh, die ook een deel van het interieur heeft ontworpen. Het is nu van de National Trust for Scotland.

De Helensburgh Golfclub is opgericht in 1893. De eerste negen holes werden goedgekeurd door Old Tom Morris (1821-1901), meervoudig winnaar van het Britse Open. De baan ligt in de heuvels en geeft uitzicht naar het noorden over Loch Lomond.
De Helensburgh Sailing Club is in 1951 opgericht en is sindsdien verplaatst naar de oostkant van de stad. Zij waren onder meer gastheer van het Enterprise NK en WK in 1972.

## Geboren in Helensburgh
- John Logie Baird (1888-1946), uitvinder van de televisie
- Deborah Kerr (1921-2007), actrice
- Gary Orr (1967), golfer
- Gordon Reid (1991), rolstoeltennisspeler

## Overleden in Helensburgh
- Charlotte Cooper (1870-1966), tennisster
- Arthur Downes (1883-1956), zeiler